# Economía feudal
La economía medieval evolucionó en dos períodos, en la alta edad media y en la baja edad media. Las denominadas invasiones romanas y bárbaras, la caída del Imperio romano y el debilitamiento del Imperio carolingio frenaron la actividad económica hasta los comienzos del año 1000. Es a partir de ese momento cuando se extienden las modernas técnicas agrícolas que, aún existiendo anteriormente, habían quedado reducidas a escasos espacios territoriales. Un lento proceso, que se intensifica a partir del siglo XII con la mejora de las comunicaciones y los intercambios
Entre los avances cabe destacar el aumento en el uso de los molinos de agua como fuerza motriz que, por una parte, se extiende desde la Europa nórdica hacia centro-Europa, y por otra, las aportaciones de los musulmanes en España, desde el sur de la península ibérica hasta Francia, como las acequias para riego, que aumentaron la productividad agrícola liberando mano de obra que podía especializarse. Además, mejoran los métodos de anclaje de los animales, especialmente el caballo y el buey, introduciendo la collera rígida y el yugo sobre los cuernos. La cría del ganado de tiro aumenta de manera notable, permitiendo mayores desplazamientos y logística. También se cría el caballo de combate, que cambiará las prácticas de la guerra en detrimento de la infantería tradicional. Los instrumentos de uso agrícola, como el arado o la azada, generalmente de madera, son sustituidos por otros de hierro. Esto es especialmente útil en el centro y norte de Europa, entre el Loira y el Rin, donde la tierra turbosa y muy húmeda era difícil de trabajar. Ahora el arado penetra más, airea la tierra con mayor facilidad y permite la obtención de cosechas en espacios antes baldíos.
Desde el norte de la actual Francia y el sur de Alemania se extiende un sistema de barbecho distinto, que posibilita la rotación de suelos cada dos de tres años mediante la quema de rastrojos, en vez de uno de cada dos, y se abandona la práctica del cultivo itinerante. Al mismo tiempo, las canalizaciones de agua facilitan el riego en zonas como la Lombardía. 
El aumento de la producción, como consecuencia de las innovaciones, supone una reducción de las prestaciones personales de los siervos a sus señores en cuanto a horas de trabajo, sustituyéndose por el pago de una cuantía económica o en especie. Se reducen las tierras del señor y se extienden los arrendamientos. Al mismo tiempo los campesinos, disponiendo de más tiempo para procurarse sus ingresos, incrementan sus rentas y ganan independencia. En algunos lugares, solo son convocados a trabajar para el señor en los periodos de laboreo con gran necesidad de mano de obra, como la siega.
El señor pasa de obtener trabajo gratuito, a recibir retribuciones en especie, que él muchas veces elige, y plata u oro; lo cual provoca una mayor acuñación de moneda y el fluir del comercio. Aparecen las primeras grandes fortunas y los señores hacen ostentación de sus bienes, muchos de ellos traídos de Oriente (entre otras, a través de la "ruta de la seda"). El Alto Clero comienza a disponer —a partir del siglo XI— de recursos con los que edifica las iglesias, catedrales y palacios episcopales.
Aumenta el número de tierras roturadas y comienza el periodo de eliminación de los bosques europeos, drenaje de las tierras empantanadas, extensión de los terrenos arados lejos de las aldeas y la construcción dispersa de casas campesinas. Aunque no sea rápidamente, el tiempo va cambiando el paisaje y las costumbres. Las tierras de pastos en las laderas más difíciles de arar y los terrenos de labranza en el resto se hacen comunes en muchas zonas. Es el tiempo en el que se extiende el cultivo de la vid, poco exigente con las tierras que han sido ganadas al bosque. Las mejores zonas atraen a una mayor masa de población y se producen migraciones en todo el centro de Europa. El crecimiento de la población es notable a partir de 1050, llegándose a duplicar la población de Inglaterra en 150 años, triplicándose hacia el final de la Edad Media. En el siglo XI la hambruna ha desaparecido. Este incremento se realiza a costa de una mayor tasa de natalidad, si bien la de mortalidad se mantendrá más estable.
El crecimiento de las tierras labradas es obra en su mayor parte de los campesinos y no tanto de los señores. Conforme estos se habitúan a recibir las retribuciones en moneda o especie, van abandonando el deseo de acrecentar los latifundios en beneficio de cederlos en arriendo. El señor controla muchas veces la venta de materiales y aperos de labranza a sus campesinos, lo que le garantiza un control importante sobre los siervos. Los campesinos exigirán, y obtendrán muchas veces, la fijación de una retribución no arbitraria al señor, que consistirá en una aportación fija y otras variables en función de los resultados de las cosechas del año.
A partir del siglo X los excedentes facilitan el comercio más allá de las fronteras del señorío. Las actividades comerciales permiten que surja una incipiente burguesía, los mercaderes, que en su origen eran campesinos que aprovechaban los tiempos en los que no era necesario el trabajo de la tierra para comerciar, y que debían pagar igualmente una parte de sus beneficios en forma de tributos a los Señores. El lujo al que aspiran los Señores con el incremento de las rentas favorece la aparición cada vez más frecuente de artesanos. Las rutas de peregrinación son los nuevos caminos por donde se abre el comercio. Roma, Jerusalén o Santiago de Compostela son los destinos, pero las comunidades situadas en sus vías de acceso florecen ofreciendo hospedaje, comida y ropa.